# Larivière (Territori de Belfort)
Larivière és un municipi francès al departament del Territori de Belfort (regió de Borgonya - Franc Comtat). L'any 1999 tenia 190 habitants. És a la vora d'un petit riu anomenat Saint-Nicolas que neix al massís dels Vosges. És a 2 km de Fontaine i a 13 km de Belfort.
| 1962 | 1968 | 1975 | 1982 | 1990 | 1999 |
| ---- | ---- | ---- | ---- | ---- | ---- |
| 136  | 138  | 181  | 166  | 197  | 190  |